# Antonio Garijo Hernández
Antonio Garijo Hernández (f. 1984) fue un militar español, conocido por su papel durante la Guerra civil.

## Biografía
Oficial de infantería diplomado en la Escuela Superior de Guerra, en julio de 1936 ostentaba el rango de capitán de Estado Mayor y se encontraba destinado en el Estado Mayor de la III División Orgánica de Valencia; tras el estallido de la Guerra civil se mantuvo fiel a la República y durante la contienda llegaría a ocupar diversos puestos. Fue destinado al Ejército del Centro, donde ocupó el puesto de jefe de la 2.ª Sección —es decir, la sección de información— del Estado Mayor. Posteriormente sería jefe de la 2.ª Sección de Estado Mayor del Grupo de Ejércitos de la Región Central (GERC), alcanzando la graduación de teniente coronel.
Algunos autores han señalado su relación con la Quinta columna franquista, llegando a ser acusado de traición. Para los historiadores Ángel Bahamonde y Javier Cervera habría constituido una suerte de «agente nacional infiltrado en el Estado Mayor republicano». Durante los primeros meses de 1939 Garijo mantuvo contactos directos con el SIPM franquista, mostrándose dispuesto a cooperar con las fuerzas franquistas; en este sentido, se habría comprometido a impedir la llegada de armamento a la zona Centro-Sur todavía controlada por los republicanos y a facilitar la posterior entrega de este territorio al ejército de Franco contando con la ayuda del coronel Félix Muedra.
Firme partidario del coronel Segismundo Casado, jefe del Ejército del Ejército del Centro, a finales de marzo de 1939 fue uno de los emisarios designados por el Consejo Nacional de Defensa, junto al comandante Leopoldo Ortega Nieto, para negociar con los representantes de Franco. Las negociaciones, sin embargo, no tuvieron ningún éxito y el bando franquista desencadenó una ofensiva final contra la zona republicana. Garijo fue encarcelado y expulsado del Ejército por los vencedores.
Falleció el 2 de agosto de 1984 en Mora de Toledo.